# Данебод
Данебод (англ. Danebod, произносится «ДАН-а-бо» :380) — исторический район на южной окраине железнодорожного города Тайлер на юго-западе Миннесоты. Основанный в 1885 году датскими евангелическими лютеранами во главе с преподобным Хансом Йоргеном Педерсеном (1851–1905), район представляет собой группу зданий, построенных в 1888 году и являющихся старейшим поселением датских иммигрантов в Миннесоте. Данебод до сих пор остается преимущественно датской лютеранской, тесно связанной религиозной общиной. Ежегодный праздник под названием Дни Æbleskiver, который проводится в четвертые выходные июля, прославляет датское наследие и культуру и включает в себя парад, который проходит по главной улице города с платформами, изготовленными различными районами Данебод:102–103.
30 июня 1975 года четыре здания из Данебода были добавлены в Национальный реестр исторических мест США на основании их культурной и архитектурной значимости как «Исторический комплекс Данебод».

## Этимология

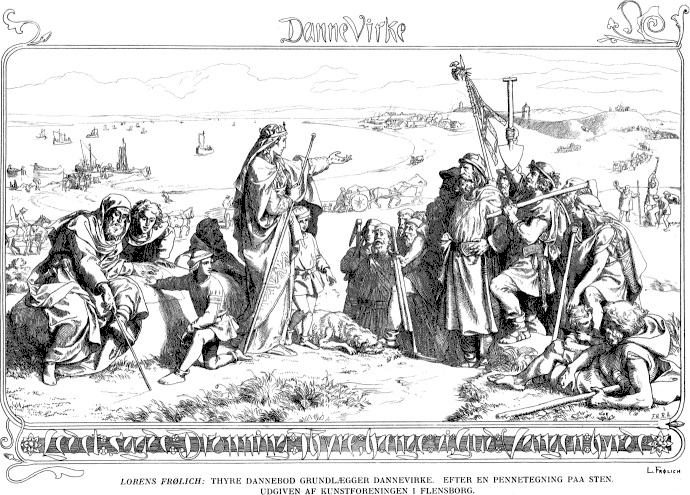
Место было названо Данебод в честь королевы Дании Тиры Данебод.

Название «Данебод» было дано в честь первой королевы Дании Тиры Данебод, супруги датского короля Горма Старого, жившего в X веке . В средневековых источниках упоминается, что королева Тира руководила строительством Даневирке — оборонительного земляного вала поперёк Ютландии для защиты от врагов с юга. Из-за её значимости и хорошей политики ей дали имя Данебод, которое можно перевести как «та, которая исправляет, утешает или спасает датчан» :380 :10.